# Aprostocetus decii
Aprostocetus decii är en stekelart som först beskrevs av Girault 1928.  Aprostocetus decii ingår i släktet Aprostocetus och familjen finglanssteklar. Inga underarter finns listade i Catalogue of Life.